# Marcel Séjour
Marcel Séjour, né en 1948 à Angers est un peintre français. Il est l'auteur d'un grand nombre d'œuvres ayant pour thème principal Mayotte, île de l'Océan Indien, aujourd'hui département d'outre-mer, ainsi que les Comores, îles voisines. 

## Biographie

### Jeunesse et formation
Marcel Séjour est né en 1948 à Angers, dans une famille de milieu ouvrier. Après avoir obtenu son baccalauréat, il poursuit ses études, pendant quatre ans, dans une école de commerce à Nantes. 

### Le départ en Australie
En 1972, Marcel Séjour part pour l'Australie, où il exerce successivement les professions de statisticien à Melbourne puis de cuisinier, dans un restaurant français. Par la suite, il devient gérant de deux restaurants français. 

### Le séjour en Afrique
Avant de retourner en Australie, Marcel Séjour passe dix-huit mois en Afrique (Égypte, Soudan, Kenya, Tanzanie). Ce voyage lui permettra d'écrire, de noter ses impressions. S'il est alors fasciné par les corps dénudés des hommes et des femmes, par leur peau noire, c'est à son retour en Australie, en 1980 qu'il découvrira le dessin et la peinture.

### L'installation à Mayotte
Marcel Séjour commence à peindre en Australie. Étant autodidacte, il ne peut vivre de son art. C'est donc le retour en France, où, en 1991, il passe le concours qui lui ouvrira les portes de l'enseignement: il exerce alors le métier de professeur d'anglais, jusqu'en 1993, date de son affectation à Mayotte. Il commence par exercer pendant quatre ans, comme professeur d'anglais, avant de décider de se consacrer entièrement à la peinture. Il vit et travaille maintenant à Mamoudzou, ville principale du département, avec son fils adoptif, né à Anjouan. C'est plus d'un millier de tableaux qui ont vu le jour depuis son installation à Mayotte. 

## Son œuvre

### Sujets et technique
Le travail de Marcel Séjour est une peinture figurative, avant tout centrée sur les personnages: scènes de la vie quotidienne à Mayotte, portraits.
Il peint aussi des natures mortes: des paysages, et notamment, au contact du lagon de Mayotte, des tableaux représentant la vie sous-marine. 
Il utilise principalement le fusain et la peinture à l'huile. 
De nombreuses toiles sont de manière presque uniforme en noir et blanc, avec seulement quelques éléments apparaissant en couleurs. 

### Exposition et projets
On peut voir des œuvres de Marcel Séjour (toiles de deux mètres cinquante de large) à la mairie de Mamoudzou, ainsi qu'au Centre Hospitalier de Mayotte. 
Il expose également en permanence dans la galerie marchande du centre commercial de Mamoudzou, afin de permettre à la population locale d'avoir accès à son travail. 
Il a également participé au festival mondial de l'image sous-marine, à Marseille, en 2010. 
Sa dernière exposition (novembre 2012) se tient aux Comores, dans une galerie d'art de Moroni.

## Publications
- Portraits de Mayotte et d'Anjouan, Editions du Baobab, 2001, 113 pages.